# Pituophis deppei
Pituophis deppei là một loài rắn trong họ Rắn nước. Loài này được Duméril mô tả khoa học đầu tiên năm 1853.